# Óbidos (Portugal)
Óbidos ist eine Kleinstadt (Vila) und ein Kreis (Município) in der portugiesischen Unterregion Oeste der Region Centro, die zur historischen Provinz Estremadura gehört. Der Ort ist für seinen erhalten gebliebenen, vollständig von begehbaren Stadtmauern umgebenen, und von blumengeschmückten Gassen durchzogenen historischen Ortskern bekannt. Zahlreiche regelmäßige Veranstaltungen locken Besucher an, darunter das internationale Literaturfestival Fólio (Oktober) und der jährliche Mittelaltermarkt (Ende Juli / Anfang August), der zu den bekanntesten und ältesten seiner Art im Land gehört. Seit 2015 trägt Óbidos den Titel UNESCO City of Literature.

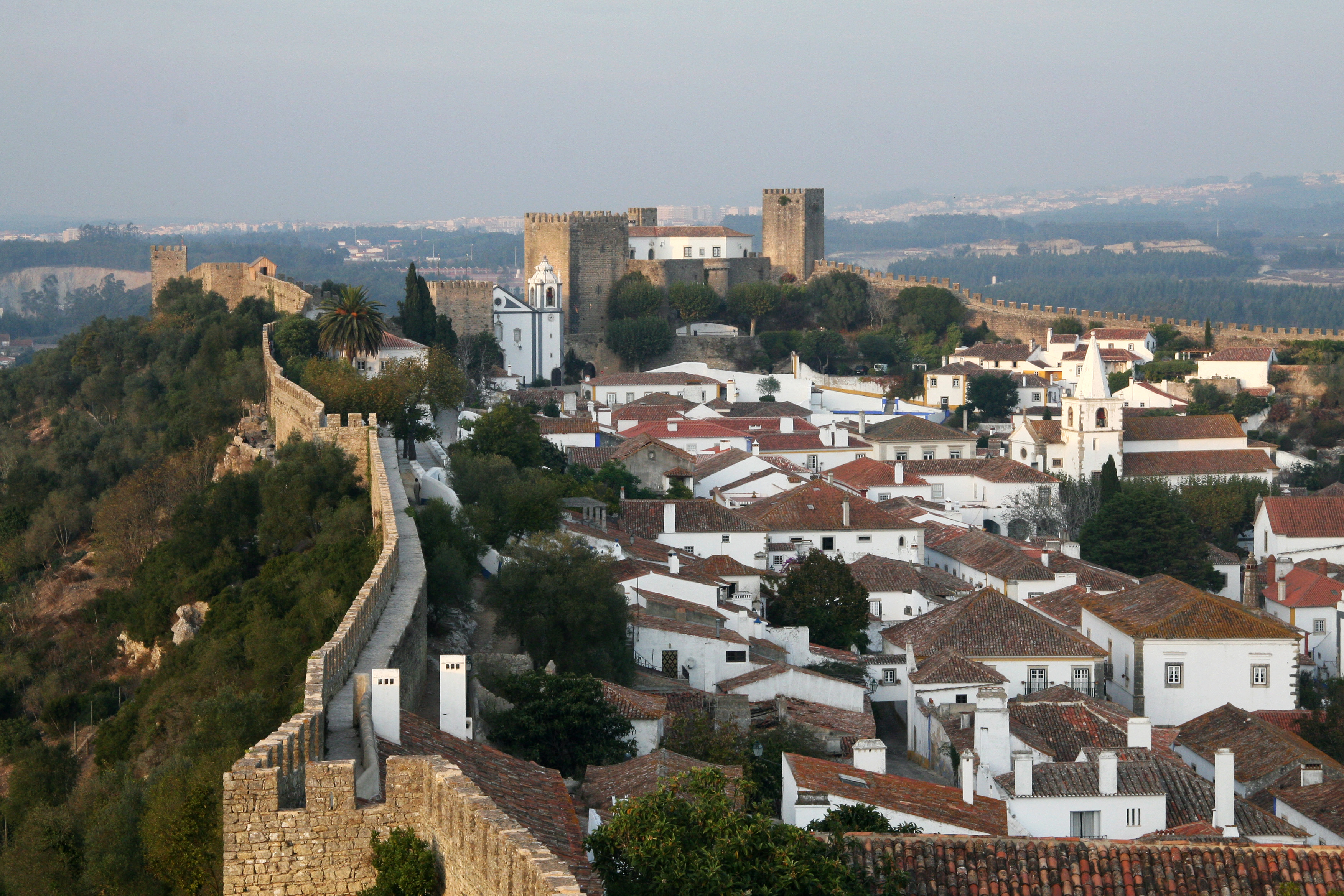
Óbidos – Stadt, Burg und Stadtmauer

## Geschichte
Funde belegen eine Besiedlung seit der Jungsteinzeit. Der heutige Ortsname geht vielleicht zurück auf das lateinische Wort Oppidum für eine befestigte Ortschaft. In der Nähe der Festungsstadt bestand die römische Stadt Eburobrittium aus dem ersten Jahrhundert n. Chr., nach anderen Quellen bereits im 4. oder 3. Jahrhundert v. Chr. gegründet. Óbidos wurde im 5. Jahrhundert Teil des Westgotenreichs, bis die Mauren ab 711 die Stadt eroberten und neu befestigten.

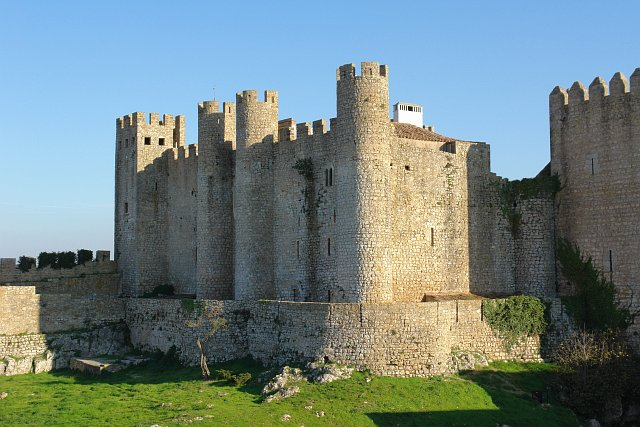
Die Burg Castelo de Óbidos

Im Zuge der Reconquista eroberte D.Afonso Henriques den Ort 1148 für sein junges Königreich Portugal. Unter König D.Sancho I. erhielt Óbidos 1195 erste Stadtrechte. König Alfons II. vermachte die Stadt seiner Frau Urraca als Hochzeitsgeschenk. Seither und bis ins 16. Jahrhundert wiederholten verschiedene Könige diesen Brauch, weshalb die Stadt auch Vila das Rainhas (Stadt der Königinnen) genannt wurde.
1636 wurde die Titular-Grafschaft Óbidos geschaffen, und sieben Jahre später ließ König D.João IV. die Festungsmauern erneuern.
Óbidos erlebte weitreichende Zerstörungen an seinen Gebäuden durch das Erdbeben von Lissabon 1755, denen umfangreiche Wiederaufbauten folgten.
Die Talsperre Óbidos besteht seit 2005.

## Sehenswürdigkeiten
- Die heutige Stadtbefestigung mit Stadtmauer und Burg entstand zwischen dem 13. und 16. Jahrhundert. Die Burg ließ König Dinis im 13. Jahrhundert errichten, die Stadtmauer stammt aus dem Jahr 1527 und ist bis ins 21. Jahrhundert unverändert geblieben. Die Mauer ist rundherum begehbar; auf der Burg wurde eine Pousada eingerichtet. Alljährlich im Sommer findet im ganzen Ortskern ein Mittelaltermarkt statt.[6]
- Die Kirche Santa Maria stammt ursprünglich aus dem 12. Jahrhundert. 1444 schlossen hier König Alfons V. und Isabel von Portugal die Ehe. Die Kirche ist mit Azulejos ausgekleidet und enthält zahlreiche Gemälde der Malerin Josefa de Óbidos.
- Gegenüber der Kirche steht auf einer erhöhten Terrasse ein Schandpfahl, Zeichen des Stadtrechts der Gemeinde.
- Vor der Stadtmauer führt ein Aquädukt, der 1570 errichtet wurde, von Usseira her Wasser in die Stadt. Er ist noch weitgehend erhalten.
- In Richtung der Lagune von Óbidos ist Vogelbeobachtung möglich, Wanderwege sind angelegt.[7]

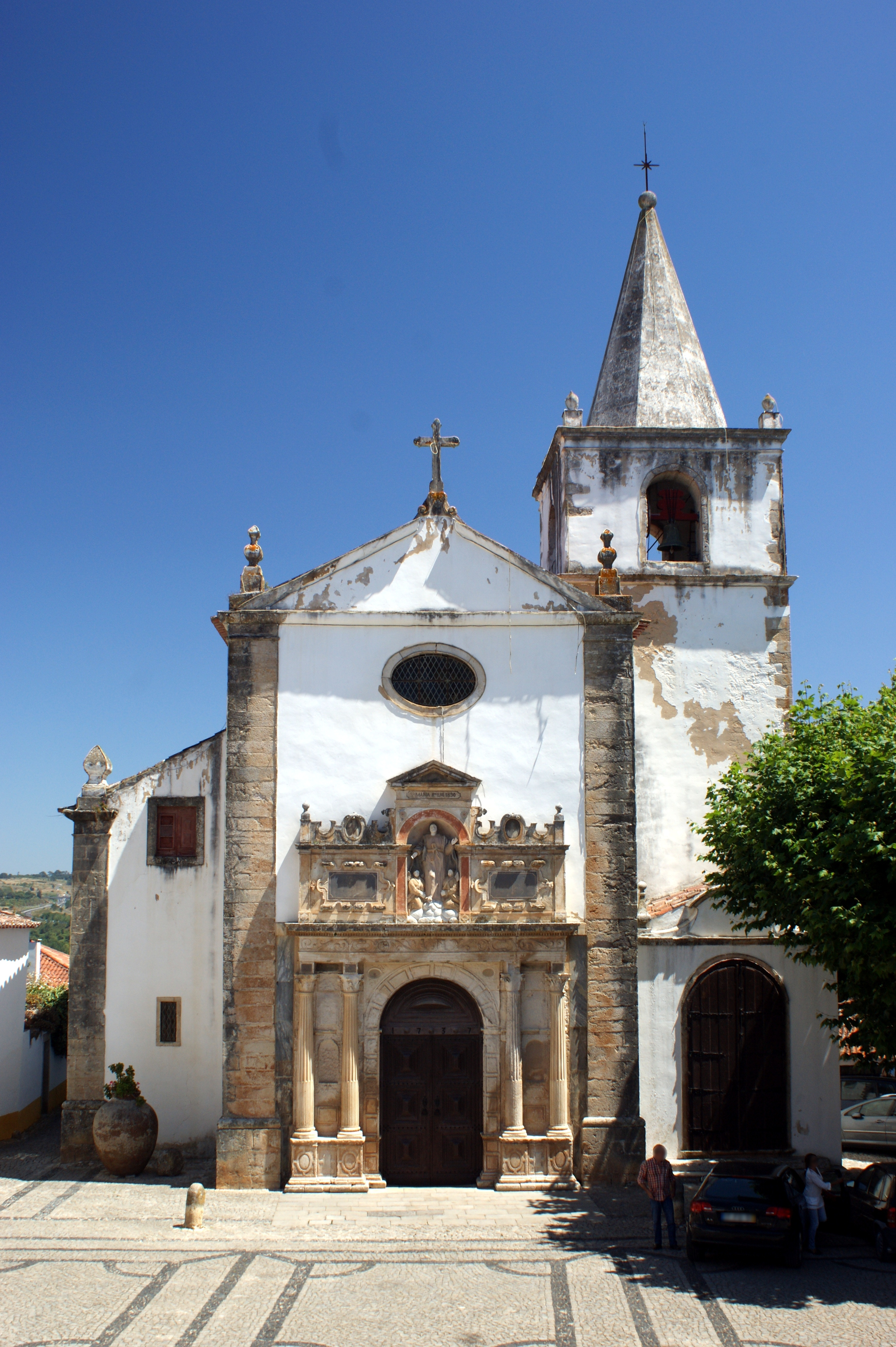
Kirche Santa Maria
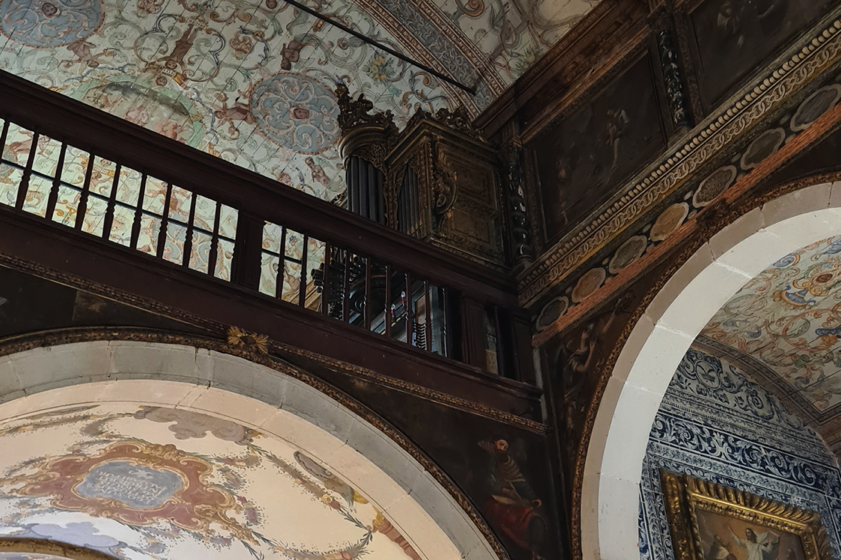
Nach wie vor genutzte kleine Orgel in Santa Maria
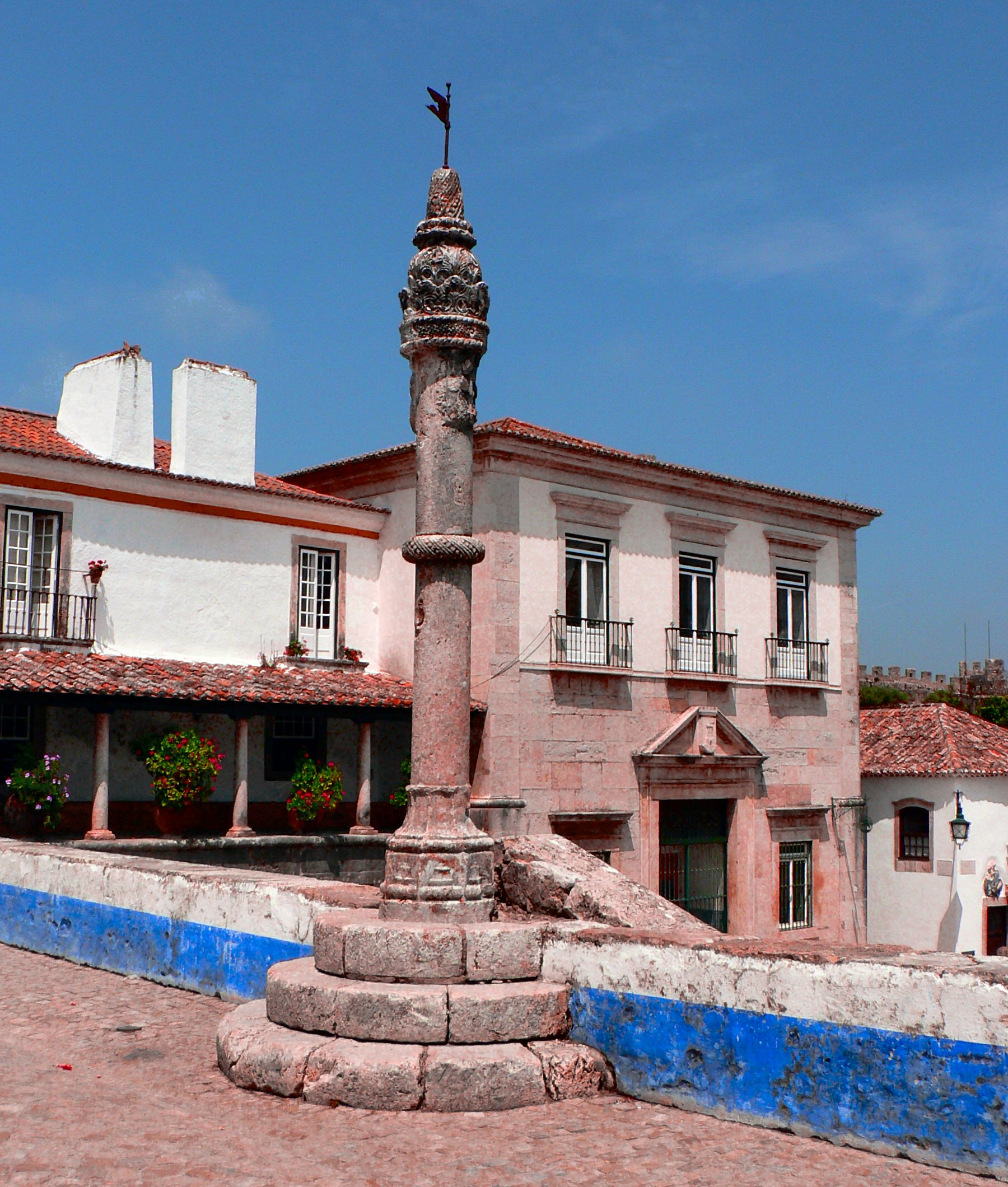
Der Schandpfahl
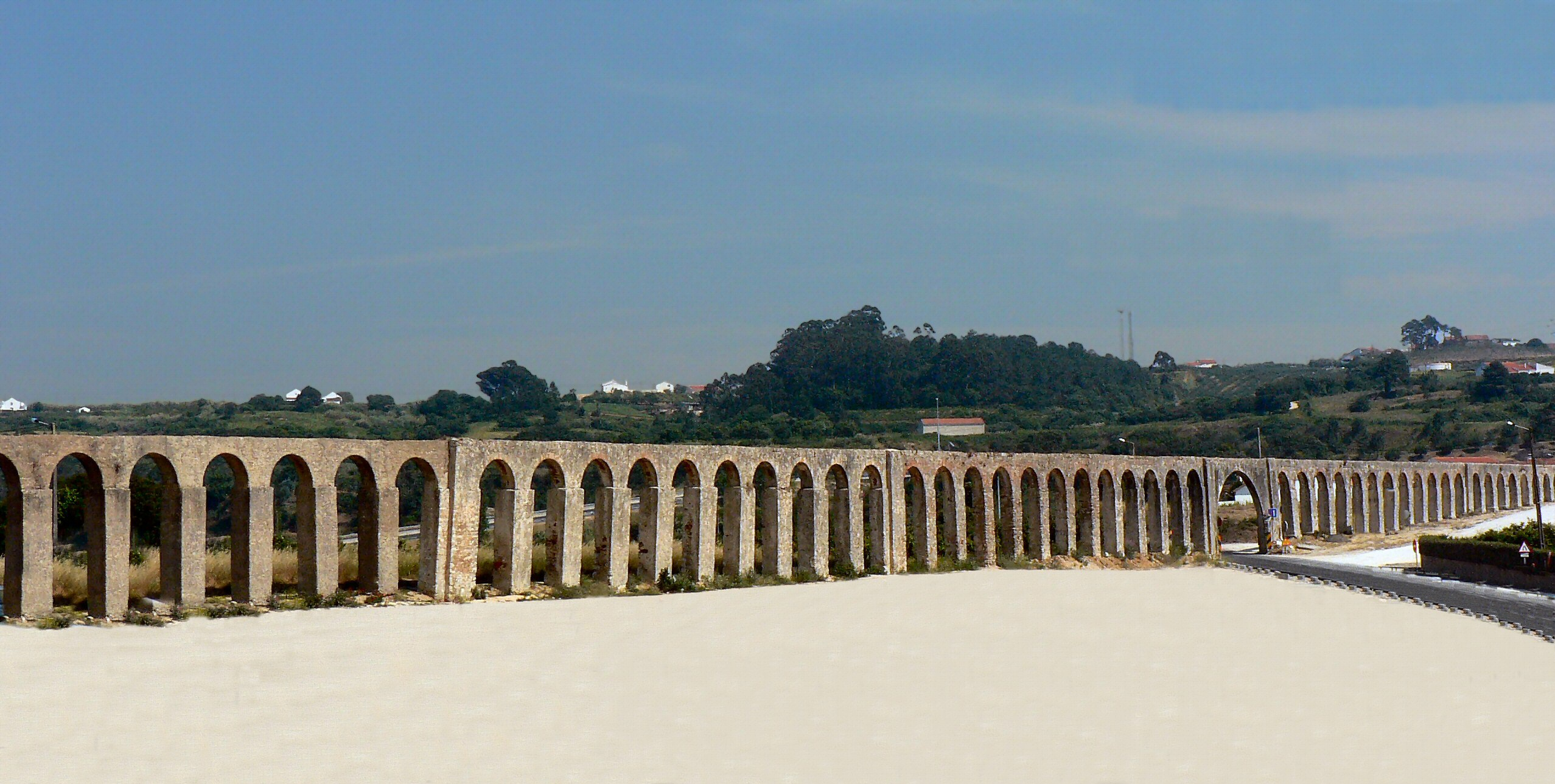
Aquädukt von Óbidos
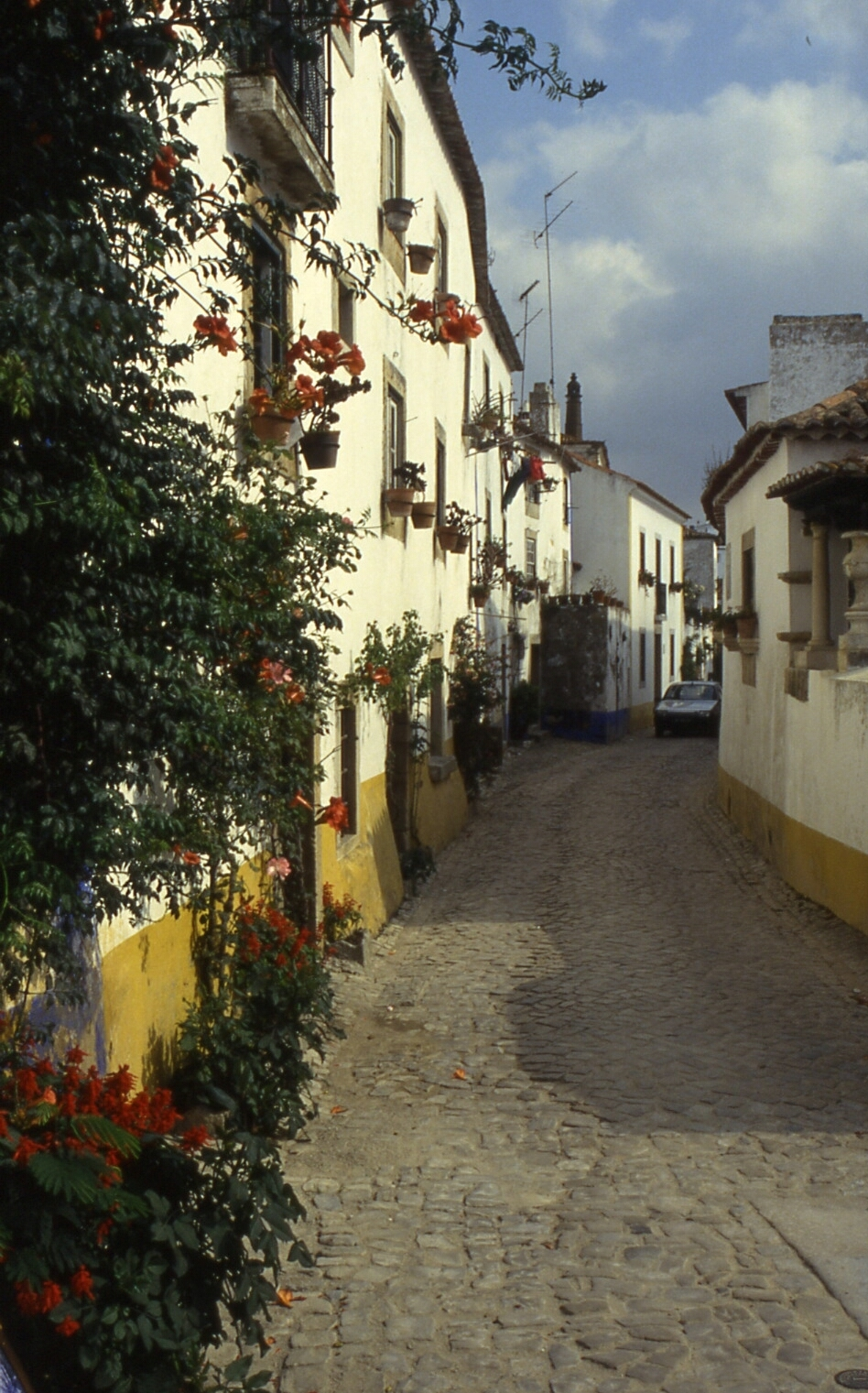
Straße in Óbidos (1994)
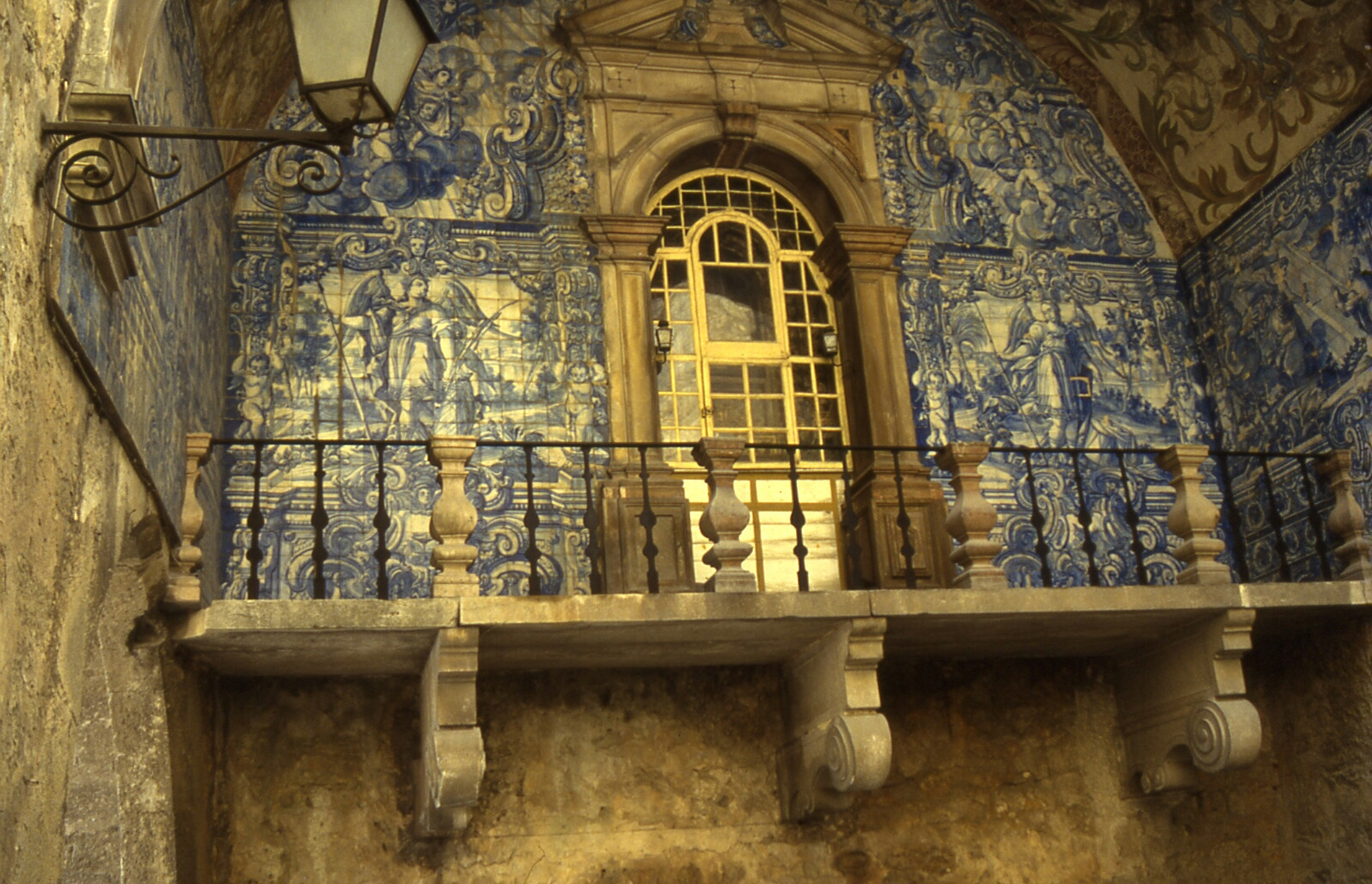
Azulejo als Hausschmuck in Óbidos (1994)

## Verwaltung

### Kreis Óbidos
Óbidos ist Verwaltungssitz eines gleichnamigen Kreises (Concelho) im Distrikt Leiria. Am 19. April 2021 hatte der Kreis 11.922 Einwohner auf einer Fläche von 141,6 km².
Die Nachbarkreise sind (im Uhrzeigersinn im Norden beginnend): Caldas da Rainha, Bombarral, Lourinhã und Peniche. Im Westen grenzt der Kreis an den Atlantischen Ozean.
Mit der Gebietsreform im September 2013 wurden die Gemeinden (Freguesias) Santa Maria, São Pedro und Sobral da Lagoa zur neuen Gemeinde Santa Maria, São Pedro e Sobral da Lagoa zusammengefasst. Der Kreis besteht seither aus den folgenden sieben Gemeinden:
Die folgenden Gemeinden (Freguesias) liegen im Kreis Óbidos:

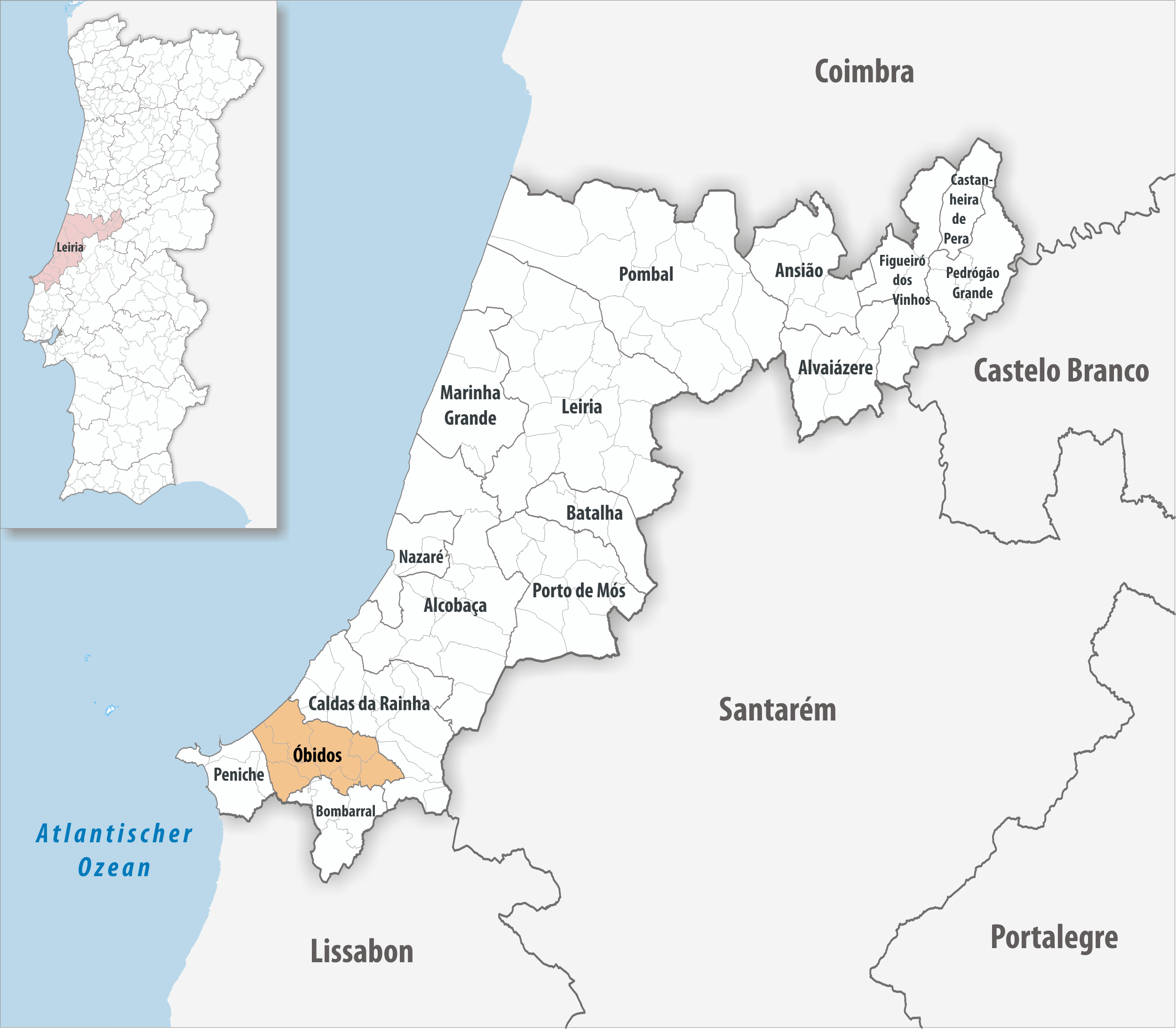
Kreis Óbidos

| Gemeinde                                 | Einwohner (2021) | Fläche km² | Dichte Einw./km² | LAU- Code |
| ---------------------------------------- | ---------------- | ---------- | ---------------- | --------- |
| A dos Negros                             | 1.456            | 17,49      | 83               | 101201    |
| Amoreira                                 | 1.033            | 19,91      | 52               | 101202    |
| Gaeiras                                  | 2.363            | 10,31      | 229              | 101208    |
| Olho Marinho                             | 1.361            | 18,12      | 75               | 101203    |
| Santa Maria, São Pedro e Sobral da Lagoa | 3.819            | 36,59      | 104              | 101210    |
| Usseira                                  | 954              | 7,24       | 132              | 101209    |
| Vau                                      | 936              | 31,89      | 29               | 101207    |
| Kreis Óbidos                             | 11.922           | 141,55     | 84               | 1012      |

### Bevölkerungsentwicklung
| Einwohnerzahl im Kreis Óbidos | Einwohnerzahl im Kreis Óbidos | Einwohnerzahl im Kreis Óbidos | Einwohnerzahl im Kreis Óbidos | Einwohnerzahl im Kreis Óbidos | Einwohnerzahl im Kreis Óbidos | Einwohnerzahl im Kreis Óbidos | Einwohnerzahl im Kreis Óbidos | Einwohnerzahl im Kreis Óbidos | Einwohnerzahl im Kreis Óbidos |
| 1801                          | 1849                          | 1900                          | 1930                          | 1960                          | 1981                          | 1991                          | 2001                          | 2004                          | 2011                          |
| ----------------------------- | ----------------------------- | ----------------------------- | ----------------------------- | ----------------------------- | ----------------------------- | ----------------------------- | ----------------------------- | ----------------------------- | ----------------------------- |
| 12.428                        | 7.970                         | 17.659                        | 9.877                         | 11.316                        | 10.538                        | 11.188                        | 10.875                        | 11.187                        | 11.689                        |

### Kommunaler Feiertag
- 11. Januar

### Städtepartnerschaften
- : Gramado, Brasilien (seit 2008)
- : Lagos, Portugal (seit 2008)[9]

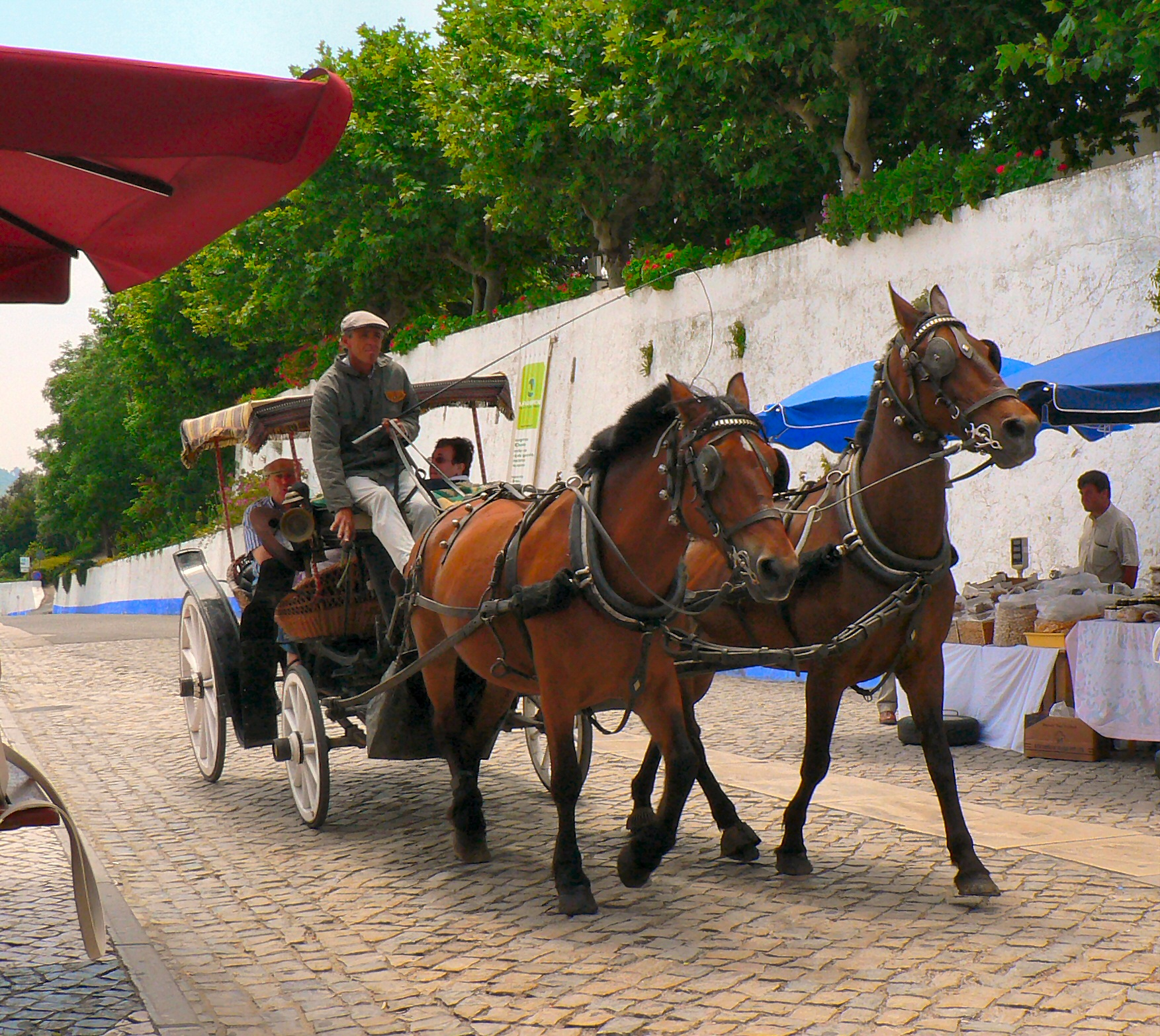
Eine Charrete, die touristischen Kutschen in Óbidos

## Verkehr
Der historische Ortskern ist verkehrsberuhigt, durch die schmalen Gassen verkehren die Kutschen auf Rundfahrten für Touristen und Fahrräder. Bis ins Mittelalter reichte die Lagune von Óbidos noch bis zum Ort und ermöglichte Schiffsverkehr, jedoch versandete der Zugang des Ortes zu dem Wasserweg danach.
Óbidos liegt an der Eisenbahnstrecke Linha do Oeste, der Bahnhof befindet sich etwa 500 m nördlich des Ortszentrums.
Die Autobahn A8 passiert den Ort mit eigener Abfahrt, zudem endet die A15 hier, wo sie auf die A8 trifft.

## Söhne und Töchter der Stadt
- Baltazar Gomes Figueira (1604–1674), Maler
- Josefa de Óbidos (1630–1684), Malerin
- Miguel da Natividade (1630–1690), Komponist
- Armando da Silva Carvalho (* 1938 in Olho Marinho; † 2017), Schriftsteller und Übersetzer
- Carlos Zorrinho (* 1959), Ökonom und sozialistischer Politiker, seit 2014 Europaabgeordneter